# إيفان فينكوف
إيفان فينكوف كوليف، من مواليد 14 يوليو 1957 في صوفيا في بلغاريا، لاعب كرة قدم بلغاري سابق ومدرب كرة قدم حالي.
و هو يدرب منتخب أندونيسيا لكرة القدم.
منتخب اندنوسيا

## وصلات خارجية
- إيفان فينكوف على موقع قاعدة بيانات كرة القدم.إي يو (الإنجليزية)
- إيفان فينكوف على موقع Soccerway.com (الإنجليزية)